# برایان کوبرن
برایان کوبرن (انگلیسی: Brian Coburn؛ ‏ ۱۵ دسامبر ۱۹۳۶ – ۲۸ دسامبر ۱۹۸۹) بازیگر اهل بریتانیا بود.
از فیلم‌ها یا مجموعه‌های تلویزیونی که وی در آن‌ها نقش داشته است، می‌توان به عشق و مرگ و لاسیتر اشاره نمود.